# فريدريش شيلينغ
فريدريش شيلينغ (بالألمانية: Friedrich Schilling)‏ (و. 1868 – 1950 م) هو رياضياتي، وأستاذ جامعي ألماني، ولد في هيلدسهايم، توفي في غلادبيك، عن عمر يناهز 82 عاماً.

## التعليم
تعلم في جامعة غوتينغن
.